# Graafschap Gradisca
Het graafschap Gradisca was een tot de Oostenrijkse Kreits behorend graafschap binnen het Heilige Roomse Rijk.
Tussen 1471 en 1481 bouwde de republiek Venetië op de rechteroever van de Isonzo de vesting Gradisca als verdediging tegen de Turken. In 1521 kwam de vesting in het bezit van Oostenrijk, waar het als grensvesting tegen Venetië fungeerde. Oostenrijk verenigde de stad met het omringende gebied tot een graafschap. 
In 1647 droeg Oostenrijk het graafschap over aan de vorst van Eggenberg. Na het uitsterven van dit vorstenhuis in 1717 viel het graafschap terug aan Oostenrijk.
In 1754 verenigde de Habsburgse monarchie het graafschap met het graafschap Görz tot het vorstelijk graafschap Görz en Gradisca.